# Vicente Herrero Ayllón
Vicente Herrero Ayllón (Madrid, 1910 - Palma, 21 de enero de 1983) fue oficial letrado del Congreso de los Diputados y jefe de la sección de traducción al español de la Unesco.

## Biografía
Tras estudiar en el Instituto Cardenal Cisneros, obtiene su licenciatura en Derecho, con premio extraordinario en 1930. Oposita para Oficial Letrado de Cortes en la misma promoción que Jesús Rubio (futuro ministro de educación del régiman de Franco), José Medina Echavarría, Francisco Ayala y Francisco Pérez Carballo, el gobernador civil de La Coruña fusilado en 1936.
En 1934, traduce al español el recién publicado libro de Harold Laski, Democracy in Crisis (La democracia en crisis), y en 1935, recibe una beca por seis meses de la Junta para la Ampliación de Estudios para estudiar en la London School of Economics, asistiendo a clases impartidas por, entre otros, Laski. En 1936, traduce otro libro de Laski, El Estado en la teoría y en la práctica (The State in Theory and Practice, 1935, The Viking Press).
Tras dar clases de Derecho Político en la Universidad Central, junto a Francisco Ayala, en 1939, siendo funcionario del Gabinete Diplomático del Ministerio del Estado, participó, junto con su colega, Miquel Àngel Marín i Luna, entonces director de la Sección Política y Diplomática, en la redacción del acuerdo con el Comité Internacional para el Salvamento de los Tesoros de Arte Españoles por el que el gobierno de la República accedía al traslado de las obras procedentes del Museo del Prado, de Valencia a Ginebra.
Uno de los muchos profesores universitarios represaliados, tras la Guerra Civil, Herrera Ayllón se refugió en Santo Domingo, dando clases primero en la Universidad de Santo Domingo y después en México, en el Colegio de México.
Además de su trabajo como traductor para la Unesco, tradujo varios publicaciones para el Fondo de Cultura Económica.